# Културна награда на провинция Горна Австрия
„Културната награда на провинция Горна Австрия“ (на немски: Kulturpreis des Landes Oberösterreich) се присъжда след 1961 г. от провинция Горна Австрия. Раздава се ежегодно в различни области: архитектура, изобразително изкуство, литература, кино, фотография, музика, наука, медицина.
Наградата е в размер на 7500 €.

## Носители на наградата за литература (подбор)
- Франц Ригер (1975)
- Алоис Брандщетер (1980)
- Курт Клингер (1983)
- Бригите Швайгер (1984)
- Ана Митгуч (1986)
- Франц Каин (1989)
- Фриц Ленер (1992)
- Ерих Хакл (1994)
- Анселм Глюк (1996)
- Кристоф Рансмайр (1997)
- Елфриде Чудра (2000)
- Лудвиг Лаер (2003)
- Ойгени Каин (2007)
- Елизабет Райхарт, Роберт Шиндел (2009)
- Мартин Полак (2015)